# 泮水桥
泮水桥，又称状元桥，位于中国广东省中山市石岐区孙文东路，建于明代。该桥为单拱石桥，长13.11米，宽2.17米，高3米。1990年12月，列入中山市文物保护单位。